# August Wedemeyer
August Wedemeyer (*  5. November 1867 in Pöhlde; † 1945) war ein deutscher Ministerialrat und Mathematiker.

## Leben
August Wedemeyer studierte nach dem Abitur 1904 an der Luisenstädtischen Oberrealschule an der Christian-Albrechts-Universität zu Kiel und der Friedrich-Wilhelms-Universität zu Berlin und wurde am 5. Juni 1908 in Berlin beim Direktor des Königlichen Astronomischen Rechen-Institutes zu Berlin Julius Bauschinger mit seiner Inaugural-Dissertation Die Bahn des Planeten 279 Thule zum Dr. phil. promoviert.
August Wedemeyer wurde Ständiger Mitarbeiter der Seewarte und war zum Reichsmarineamt kommandiert. Er wohnte in der Heimstettenstr. 5 in Berlin-Schlachtensee, führte später den Professorentitel, war Mitglied der Gesellschaft deutscher Naturforscher und Ärzte sowie der Wissenschaftlichen Gesellschaft für Luftfahrt (WGL) und erhielt mit Urkunde von Adolf Hitler vom 5. November 1942 zu seinem 75. Geburtstag die Goethe-Medaille für Kunst und Wissenschaft.

## Schriften
- Die Bahn des Planeten 279 Thule. Inaugural-Dissertation, Friedrich-Wilhelms-Universität zu Berlin, Berlin 1908
- Das Triangulationsnetz mit einem Anhang: Der Rückwärtseinschnitt auf der Kugel. In: Fritz Jaeger: Das Hochland der Riesenkrater und umliegenden Hochländer Deutsch-Ostafrikas. Ergebnisse einer amtlichen Forschungsreise ins abflusslose Gebiet des nördlichen Deutsch-Ostafrika 1906/7, Berlin 1911, S. 25–36 (Digitalisat)